# Club Deportivo Universidad San Marcos
Club Deportivo Universidad Nacional Mayor de San Marcos – peruwiański klub piłkarski z siedzibą w mieście Lima, stolicy państwa.

## Historia
Klub założony został w 2001 roku i gra obecnie w drugiej lidze peruwiańskiej (Segunda división peruana).

## Osiągnięcia
- Wicemistrz drugiej ligi peruwiańskiej (Segunda división peruana): 2006